# Ucraina ai XX Giochi olimpici invernali
L'Ucraina partecipò ai XX Giochi olimpici invernali, svoltisi a Torino, Italia, dall'11 al 19 febbraio 2006, con una delegazione di 52 atleti impegnati in nove discipline.